# Lex fori
Lex fori (expresie latină cu traducerea „legea forului”) este un concept specific dreptului internațional privat și se referă la legea instanței în fața căreia a fost introdusă acțiunea. În cazul în care o acțiune este introdusă în fața unei instanțe și are caracter internațional, instanța trebuie să analizeze legea aplicabilă acelui caz. În anumite circumstanțe se va aplica lex fori. În mod tradițional lex fori reglementează probleme de procedură, indiferent de lex causae (traducere: „legea cazului”).